# Ягдыг (Дагестан)
Ягдыг (таб. Ягъдыгъ) — село в Табасаранском районе Дагестана. Входит в сельское поселение «Сельсовет Хучнинский».

## География
Расположено в 1,5 км к северу от районного центра с. Хучни.

## Инфраструктура

### Культура
- Центр традиционной культуры народов России.[2]

## Население
| 1895 | 1926 | 1939 | 1970 | 1989 | 2002  | 2010 |
| ---- | ---- | ---- | ---- | ---- | ----- | ---- |
| 360  | ↘354 | ↗435 | ↗641 | ↗810 | ↗1099 | ↘989 |
| 2021 |      |      |      |      |       |      |
| ↘880 |      |      |      |      |       |      |